# پروژه ژنوم انسان
پروژهٔ ژنوم انسان، طرح نقشه‌برداری و تعیین توالی کل ژنوم انسان با استفاده از روش‌های علمی، برای نخستین بار در سال ۱۹۸۴ میلادی در کنفرانسی در شهرک آلتا، یوتا عنوان شد.
هدف این پروژه بین‌المللی تعیین توالی جفت باز (اجزای تشکیل‌دهندهٔ دی‌ان‌ای) انسان از هردو نظر فیزیکی و عمل‌کرد بود. تأمین قسمتی از بودجه این پروژه را دپارتمان انرژی آمریکا به عهده گرفت و در سال ۱۹۸۸ کنگره آمریکا رسماً اجرای پروژه ژنوم انسانی را از سال ۱۹۹۱ به مدت ۱۵ سال تصویب کرد. در این سال انستیتو بهداشت ملی آمریکا (NIH) نیز برای اجرای این طرح اعلام آمادگی کرد. بزودی کشورهای انگلیس، فرانسه، آلمان و ژاپن نیز به این پروژه پیوستند. در سال ۱۹۹۸ سازمان ژنوم انسانی (HUGO) ایجاد شد. اهداف اولیه پروژه ژنوم انسانی که از سوی HUGO دنبال می‌شد چنین است:
- تعیین نقشهٔ دقیق ژنتیکی کروموزوم‌ها
- تهیه نقشه فیزیکی کروموزوم‌های اورگانیسم‌هایی که به‌عنوان مدل انتخاب شده‌اند
- تعیین توالی کل ژنوم انسان
- ایجاد شبکه‌های ارتباطی و بانک‌های اطلاعاتی

تعیین توالی بیش از ۹۰ ٪ ژنوم انسان در فوریه سال ۲۰۰۱ به پایان رسید. اما هنوز بسیاری از ژن‌های انسان شناسایی نشده‌اند. این پروژه بزرگ‌ترین پروژه گروهی بشر بوده‌است که تاکنون محققان زیادی در آن شرکت کرده‌اند.

## روش‌ها
در انجام پروژه ژنوم انسان (HGP) برای شناسایی ژن‌ها از روش‌های مختلف نقشه‌برداری ژنوم استفاده شده‌است و به مرور زمان تکنیک‌های پیشرفته تری برای انجام پروژه، بکار گرفته می‌شود. روال کار برای تعیین توالی ژنوم انسان به این صورت بود که ابتدا کل ژنوم انسان به صورت کتابخانه BAC تهیه شده و سپس با روش‌های مختلفی از این کلون‌ها، کانتیگ تهیه می‌شد. سپس قطعه‌های وارد شده در هر یک از کلونهای کانتیگ تعیین توالی می‌شد. در سال ۱۹۹۲ کار تهیه کانتیگ برای کل کروموزوم ۲۱و Y به پایان رسید. برای تهیه کانتیگ‌ها به‌طور هم‌زمان نقشه‌برداری ژنتیکی نیز استفاده می‌شد. در سال ۱۹۹۴ نقشه ژنتیکی ژنوم انسان با حد تفکیک cM1 با استفاده از مارکرهای پلی مورف تهیه شد. سرانجام در فوریه سال ۲۰۰۱، HPG اعلام کرد که تعیین توالی ۹۰٪ یوکروماتین ژنوم انسان به پایان رسیده‌است. البته در همان تاریخ شرکت Celera نیز اعلام کرد که ۹۳٪ یوکروماتین ژنوم انسان را به روشی دیگر تعیین کرده‌است. شرکت Celera در سال ۱۹۹۸ ادعا کرده بود که می‌تواند ژنوم انسان را ظرف سه سال با روش دیگری تعیین توالی کند. در این روش به جای این که ابتدا کلون‌های موجود در کتابخانه ژنوم را به صورت شمارشی مرتب کرده و سپس تعیین توالی کنند، ابتدا BACها را تعیین توالی کرده و سپس از یک الگوریتم کامپیوتری برای تعیین ترتیب قطعه‌های کلون شده‌استفاده می‌شود.
با تکمیل پروژه ژنوم انسان، شناسایی ژنها، شناسایی جهشهای بیماریزا، تشخیص بیماریهای ژنتیکی، تشخیص‌های پیش از بروز علامت‌ها، پیشگیری از بروز بیماری‌های ژنتیکی و … بسیار آسان خواهد شد.
به‌طور کلی پروژه ژنوم انسان نه تنها چهره دانش ژنتیک مولکولی انسانی را دگرگون ساخت، بلکه بر بیشتر علوم زیستی اثر زیادی گذاشته‌است.

## ژنوم اورگانیسم‌های مدل
یکی از هدف‌های پروژه ژنوم، تعیین توالی ژنوم و شناسایی ژن‌های اورگانیسم‌های مدل است. اورگانیسم‌های مدل در انجام بسیاری از پژوهش‌های ژنتیکی بکار می‌روند. با مشخص بودن ژنوم این جانداران انجام این تحقیقات با دقت و سهولت بیشتری انجام خواهد شد. در برنامه پروژه ژنوم، تعین توالی ژنوم و شناسایی ژن‌های برخی از جانداران مانند اشریشیا کلی به‌عنوان نماینده پروکاریوتها و ساکاومایسس سرویزیه، C.elegans و موش به‌عنوان نمایندگان یوکاریوتها انجام شده‌است.. بسیاری از ژن‌های مخمر با ژن‌های انسان اورتولوژی دارد و برای بررسی عملکرد این ژن‌ها اغلب از مخمر از نظر آزمایشگاهی کار با آن ساده‌تر است استفاده می‌شود. C.elegans که یک جاندار پر سلولی ساده‌است برای تحقیق در مورد تنظیم بیان ژن‌ها در تمایز سلولی، فرایند پیری و اپوپتوز به کار می‌رود. موش‌ها نیز به‌عنوان پستانداران عالی در بررسی بسیاری از بیماری‌های ژنتیکی و سرطان‌ها ب کار می‌روند. با نزدیک شدن به پایان پروژه ژنوم انسان، هم‌اکنون دانشمندان پروژه جدیدی را به نام پروژه پروتئوم انسان، شروع کرده‌اند که هدف این پروژه شناسایی کلیه پروتئینهایی است که در سلول‌های انسان بیان می‌شوند (پروتئوم) این پروژه به رهبری سازمان پروتئوم انسان یا HUPO در حال انجام است. با انجام این پروژه خصوصیت‌های کامل پروتیین‌های سلولی، عملکرد آن‌ها و زمان بیان آن‌ها مشخص خواهد شد.